# Heba Allejji
Heba Allejji (arabisch هبة اللجي, DMG Hiba al-Laǧǧī; * 20. Januar 1997 in al-Hasaka) ist eine syrische Tischtennisspielerin. Sie nahm an den Olympischen Spielen 2016 teil. Eingeladen wurde sie von der Tripartite-Kommission des Internationalen Olympischen Komitees, die Startplätze an Nationen vergibt, die in den vorangegangenen beiden Olympiaden mit weniger als acht Athleten vertreten waren.
Mit Heba Allejji war erstmals Syrien bei Olympischen Spielen im Bereich Tischtennis vertreten.
Sie trat nur im Einzelwettbewerb an und verlor in der Vorrunde gegen die Mexikanerin Yadira Silva.